# 離婚理由
離婚理由（Grounds for divorce）是有關哪些原因下允許提出離婚的相關法律，通姦是最常見的離婚理由。不過有些國家會用不同的標準看待男性通姦和女性通姦，例如女性通姦可作為離婚理由，而男性通姦則不行。
一般在決定離婚之前會先確認有關離婚及分居的國家法律（或司法管轄區法律），離婚理由一般是針對配偶其中一方向法院請訴離婚的情形，故須限制具備法定之理由或原因，才由法院介入，若有些允許夫妻合意離婚的法律制度下，若雙方都同意離婚，法院即不需再確認離婚理由是否存在。除了法律外，不同的文化也會影響對離婚理由的解釋，例如標準有時因性別而異。

## 簡介
離婚理由主要是以殘忍及不人道的對待為主。
以下是一些離婚的理由：
- 性骚扰
- 通姦[4]
- 酗酒[4]
- 遺棄（英语：Desertion as a ground for divorce）[4]
- 徒刑（包括有期徒刑及無期徒刑）[4]
- 家庭暴力[4]（包括對伴侶及對其子女的肢體暴力、性暴力及精神暴力）

有些司法管轄區只接受無過失離婚（伴侶不用證實另一方違反婚姻義務，即可提請離婚），而有些司法管轄區接受無過失及有過失的離婚理由。

## 各國和地区狀況

### 中華民國
- 民法第1052條：夫妻之一方，有下列情形之一者，他方得向法院請求離婚：

1. 重婚。
2. 與配偶以外之人合意性交。
3. 夫妻之一方對他方為不堪同居之虐待。
4. 夫妻之一方對他方之直系親屬為虐待，或夫妻一方之直系親屬對他方為虐待，致不堪為共同生活。
5. 夫妻之一方以惡意遺棄他方在繼續狀態中。
6. 夫妻之一方意圖殺害他方。
7. 有不治之惡疾。
8. 有重大不治之精神病。
9. 生死不明已逾3年。
10. 因故意犯罪，經判處有期徒刑逾6個月確定。

有前項以外之重大事由，難以維持婚姻者，夫妻之一方得請求離婚。但其事由應由夫妻之一方負責者，僅他方得請求離婚。

### 中華人民共和國
- 民法第1079條：第一項「夫妻一方要求離婚的，可以由有關組織進行調解或者直接向人民法院提起離婚訴訟。」、第二項「人民法院審理離婚案件，應當進行調解；如果感情確已破裂，調解無效的，應當準予離婚。」 第三項：有下列情形之一，調解無效的，應當準予離婚︰
  - （一）重婚或者與他人同居；
  - （二）實施家庭暴力或者虐待、遺棄家庭成員；
  - （三）有賭博、吸毒等惡習屢教不改；
  - （四）因感情不和分居滿二年；
  - （五）其他導致夫妻感情破裂的情形。

第四項「一方被宣告失蹤，另一方提起離婚訴訟的，應當準予離婚。」第五項「經人民法院判決不準離婚後，雙方又分居滿一年，一方再次提起離婚訴訟的，應當準予離婚。」